# Шаммай

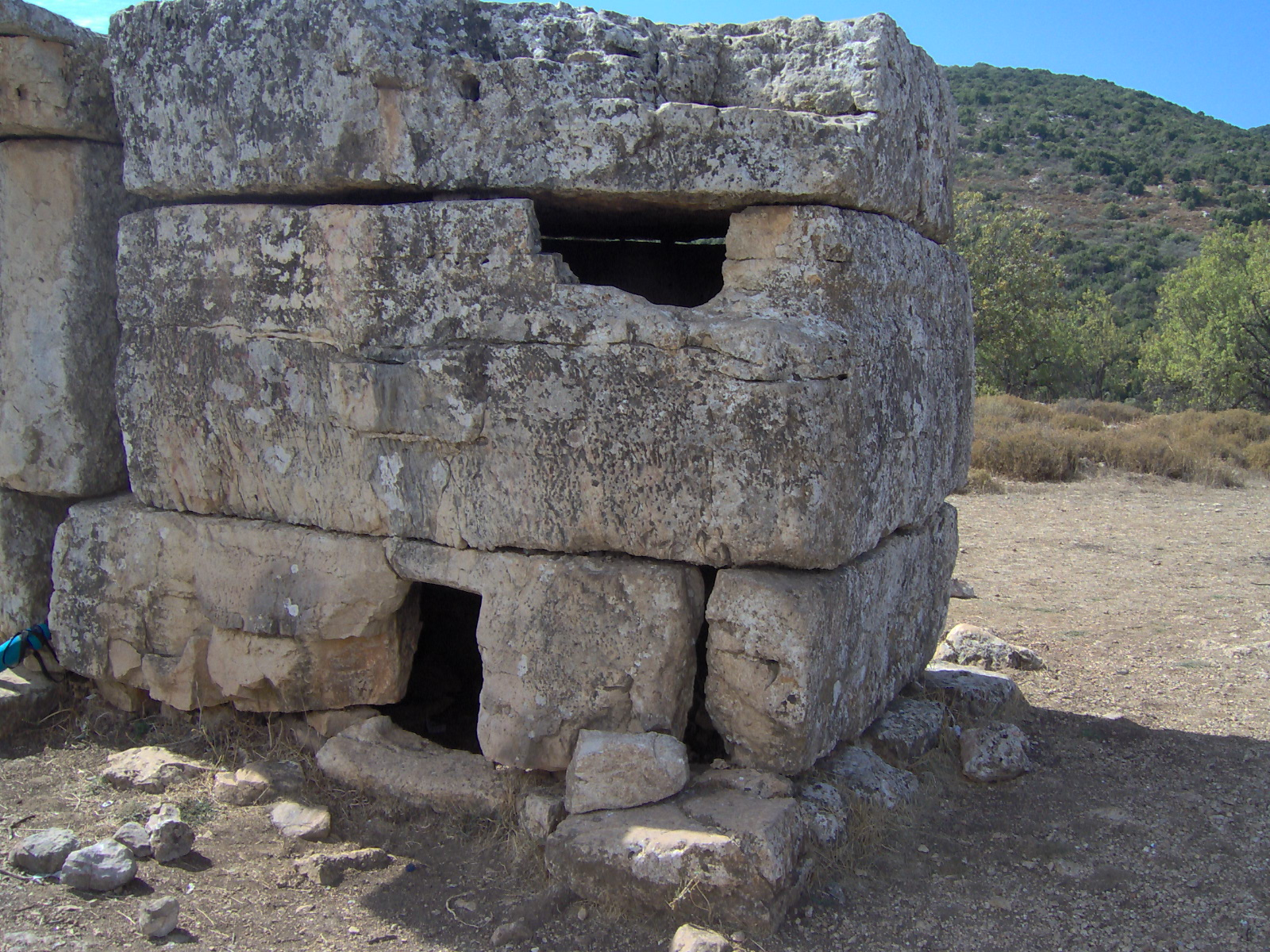
Могила Шаммая

Шаммай (также Шамай, ивр. שמאי‎; 50 до н. э. — 30) — еврейский учёный и знаток Письменной и Устной Торы, главный оппонент Гиллеля, почти всегда упоминается вместе с ним.
Шаммай основал собственную школу толкования Торы, известную как Бет-Шаммай (Дом Шаммая), подходы к решению законоучительных вопросов в которой коренным образом отличались от школы Гиллеля, как правило в сторону большей суровости.

## Учения Шаммая
Ученики Шаммая, строгие шамаиты, крепче держались буквы закона и не допускали такой свободы толкования, какую допускали гиллелиты. Последние — восторжествовали, и их мнения были приняты народом как религиозные нормы (галаха): либо вследствие их большей лояльности (менее строгих требований), либо благодаря высоким нравственным качествам своего учителя, почитаемого в народе, хотя не исключены и оба варианта. Однако закон (галаха) в Сангедрине (Верховном суде) принимался большинством при подсчёте голосов, и так как школа Гиллеля имела большинство, то и постановления были согласно ей. Так, описан случай в Мишне Шаббат (глава 1, мишна 4): «Когда подсчитали (голоса), то дом (школа) Шаммая оказался многочисленней дома (школы) Гиллеля, и в тот день было принято восемнадцать постановлений». Это говорит об исключительности случая, и во всех остальных сессиях голосования школа Гиллеля имела большинство. Впрочем, можно сказать, что так как Гиллель был более лоялен и пользовался большей симпатией у народа, то у него и было больше учеников, и соответственно имелось больше мест в Сангедрине, откуда и получалось большинство голосов.
Острая полемика между школами развернулась после смерти Шаммая, ещё при жизни Гиллеля, а пика достигла уже после смерти Гиллеля. Вавилонский Талмуд Эрувин 13б: "Три года дискутировала школа Шамая со школой Гилеля. Эти говорили: «Закон соответствует нашему мнению», а эти говорили: «Закон соответствует нашему мнению». Раздался голос с Небес, возгласивший: «И то, и другое — слова Живого Б-га. Но закон соответствует мнению школы Гилеля».
Важнейшая особенность школы Шаммая заключается в том, что они выделялись «большей остротой ума» (Вавилонский Талмуд Йевамот 14а), то есть, их компетенция была чрезвычайно высокой. Отсюда следует важный вывод, что вопросы, имеющие сложный характер, которые хотят решать большинством голосов — есть проблема сама по себе.
Однако спор дома Шаммая и дома Гиллеля не носил уничижительный характер друг для друга, а наоборот приводится, как образец спора, который ведётся не ради тщеславия, а ради истины, о чём свидетельствует Пиркей Авот 5:17 «Пример спора во имя Небес — спор Гиллеля и Шаммая». В то же время было и другое следствие: «Когда умножились ученики Шамая и Гилеля, не доучившиеся у своих наставников, умножились в Израиле разногласия и Тора как бы раздвоилась» Вавилонский Талмуд Санхедрин 88б.

#### Известные изречения
Широко известны следующие изречения Шаммая:
- «Сделай изучение Торы своим постоянным занятием; говори мало, а делай много; и встречай каждого человека с приветливым выражением лица» (Пиркей Авот 1:15)
- «Не обходи трудный путь для достижения цели, не всегда легкий путь — более правильный»